# The Mitre (Greenwich)
The Mitre est un public house classé Grade II situé au 291 Greenwich High Road, Greenwich, Londres.
Il a été construit vers 1840.